# Aibarchin Planitia
L'Aibarchin Planitia è una struttura geologica della superficie di Venere.